# Göttinger Maibaumaffäre
Die Göttinger Maibaumaffäre entwickelte sich aus einem von der nationalsozialistischen Propaganda hochgespielten Studentenstreich vom 12. Mai 1935 und beschleunigte den Auflösungsprozess der Studentenverbindungen im nationalsozialistischen Deutschen Reich.

## Das Ereignis
Ein eigentlich harmloser Studentenstreich, bei welchem Angehörige der Burschenschaft Holzminda in Göttingen einen Maibaum von einem Nachbargrundstück auf eine Kneipe geschafft hatten, wobei beim Zurückbringen an diesem Maibaum befestigte Hakenkreuzfahnen beschmutzt wurden, wurde durch zwei Artikel in den Göttinger Nachrichten, der Göttinger Parteizeitung der NSDAP, aufgegriffen und zu einem Skandal hochstilisiert, den auch ein Bericht im Westdeutschen Beobachter scharf verurteilte. Zuvor war die Holzminda der Studentenführung bereits dadurch negativ aufgefallen, dass das Verbindungshaus an Hitlers Geburtstag, dem 20. April, und am 1. Mai nicht beflaggt worden war.

## Die Folgen
Aufgrund dieser nicht besonders schwerwiegenden Vorfälle wurde vorschnell auf eine den Nationalsozialismus ablehnende Einstellung der Holzminda geschlossen, mit der Folge, dass sie vom 20. Mai bis zum 20. November 1935 von der Universität Göttingen suspendiert wurde und auch ihr 75-jähriges Stiftungsfest ausfallen lassen musste. Darüber hinaus wurde letztlich dem gesamten Korporationsstudententum mangelnde Zusammenarbeit und ein Verhindern des Aufgehens im Nationalsozialismus unterstellt. Aus dem nationalsozialistischen Willen zur Gleichschaltung der Studentenverbindungen, die individuelle Demokratieprinzipien lebten und nicht dem Führerprinzip unterstanden, wie dies bei den später zugelassenen Kameradschaften der Fall war, führte die Göttinger Maibaumaffäre zusammen mit den Göttinger Krawallen im Juni 1934 und dem Heidelberger Spargelessen Ende Mai 1935 zu einem Verbot der Mitgliedschaft in Korporationen für NSDStB-Mitglieder und schließlich zur Auflösung der Korporationen.